# Альбрехт Баєр
Альбрехт Баєр (нім. Albrecht Baier; 28 липня 1893, Франкфурт-на-Майні — 17 січня 1953, Вайнгайм) — німецький воєначальник, генерал-лейтенант вермахту. Кавалер Німецького хреста в золоті.

## Біографія
24 лютого 1913 року вступив на флот. Учасник Першої світової війни. Після демобілізації армії залишений в рейхсвері. З 12 жовтня 1937 по 1 вересня 1939 року — командир 73-го артилерійського полку. З 6 вересня 1939 року — начальник штабу військового командувача в Позені, з 26 жовтня 1939 року — Генштабу 21-го, з 5 лютого 1940 року — 39-го, з 20 вересня 1940 року — знову 21-го армійського корпусу. З 1 лютого по 10 березня 1942 року — командир 102-ї, з 1 серпня 1942 по 25 вересня 1943 року — 342-ї, з 10 січня по 20 лютого 1944 року — 230-ї піхотної дивізії, 11-25 жовтня 1944 року — 21-го гірського корпусу, з 26 жовтня 1944 року — 297-ї піхотної дивізії. 8 травня 1945 року взятий в полон американськими військами. В 1947 році звільнений.

## Звання
- Фанен-юнкер (24 лютого 1913)
- Фанен-юнкер-єфрейтор (16 червня 1913)
- Фанен-юнкер-унтерофіцер (25 липня 1913)
- Фенріх (18 жовтня 1913)
- Лейтенант (19 червня 1914)
- Оберлейтенант (16 вересня 1917)
- Гауптман (1 травня 1925)
- Майор (1 лютого 1933)
- Оберстлейтенант (1 серпня 1935)
- Оберст (1 лютого 1938)
- Генерал-майор (1 лютого 1942)
- Генерал-лейтенант (1 січня 1943)

## Нагороди
- Залізний хрест
  - 2-го класу (20 жовтня 1914)
  - 1-го класу (30 серпня 1916)
- Королівський орден дому Гогенцоллернів, лицарський хрест з мечами (30 серпня 1918)
- Нагрудний знак «За поранення» в чорному (15 жовтня 1918)
- Почесний хрест ветерана війни з мечами (6 листопада 1934)
- Медаль «За вислугу років у Вермахті»
  - 4-го, 3-го і 2-го класу (18 років; 2 жовтня 1936) — отримав 3 нагороди одночасно.
  - 1-го класу (25 років)
- Медаль за участь у Європейській війні (1915—1918) з мечами (Третє Болгарське царство; 10 березня 1938)
- Медаль «У пам'ять 1 жовтня 1938»
- Застібка до Залізного хреста
  - 2-го класу (14 жовтня 1939)
  - 1-го класу (22 жовтня 1939)
- Медаль «За зимову кампанію на Сході 1941/42» (1942)
- Німецький хрест в золоті (31 серпня 1943)